# Vladimirska Gospa
Vladimirska Gospa (grčki: Θεοτόκος του Βλαντιμίρ, tj. "Majka Božja"; ruski: Владимирская Богоматерь) je jedna od najsvetijih ikona Istočne pravoslavne crkve i najpoznatiji primjer Bizantske umjetnosti i jedna je od najviše kopiranih slika, te su mnoge njene kopije svete svaka na svoj način. Gospa se smatra svetom zaštitnicom Rusije i njena svetkovina je 3. lipnja. Ova ikona je verzija Eleuse ili „Nježne Gospe“ s Djetetom koje se mazi uz majčin obraz, a izložena u Galeriji Tretjakov u Moskvi. 
Kao umjetnička slika, Vladimirska Gospa je primjer slike iz razdoblja dinastije Komnena.  Znanstvenici smatraju kako ona predstavlja dublji humanizam i emocije, koje nisu bile poznate u prijašnjoj bizantskoj umjentosti. Prema riječima Davida Talbota Ricea u posljednjem izdanju Encyclopaedia Britannica: “ona je od iznimne važnosti za povijest slikarstva, ne samo kao umjetničko djelo visoke kvalitete, nego i zbog humanog stila koji najavljuje kasnobizantsku umjentost od 1204. do 1453. god“.

## Povijest
Oko 1131. god. grčki patrijarh Konstantinopola Luka poslao je ovu ikonu kao poklon valikom vojvodi Kijeva Jurju Dugorukom.  Slika se čuvala u samostanu Mezhyhirskyi dok je vojvodin sin, Andrej Bogoljubski, nije donio u svoj najdraži grad, Vladimir, 1155. god.  Prema predaji, konji koji su prenosili sliku su stali ispred Vladimira i odbili su ići dalje. Narod je protumačio ovo kao znak da „Gospa“ želi ostati u Vladimiru. Katedrala Uznesenja u Vladimiru je izgrađena kako bi udomila sliku, nakon čega su nikle brojne crkve posvećene Gospi diljem Ukrajine. 
God. 1395., tijekom Timurove invazije, slika je odnešena iz Vladimira u novu prijestolnicu, Moskvu.  Na mjestu gdje je princ s narodom dočekao sliku nalazi se samostan Sretensky.  Vasilije I. Moskovski proveo je noć plačući ispred ikone, nakon čega su se Timurove snages povukle. Moskovljani su odbili vratiti ikonu u Vladimir i smjestili su je u Katedralu Uznesenja na moskovskom Kremlju. Svetost slike je potvrđena i spašavanjem Moskve od Tatarskih hordi 1451. i 1480. god.
Vladimirska Gospa se često spominje kao utjelovljenje majčinske ljubavi i strepnje majke nad djetetom. Do 16. st., Vladimirskaya (kako je zovu Rusi) je često bila temom legendi. Crkvena predaja navodi da ju je naslikao sam Sveti Luka, iako je znanstvena analiza negirala tu tvrdnju. Posvećena slika se koristila u svečanostima krunidbe careva, izbora patrijarha i drugim važnim državnim svečanostima. U prosincu 1941. godine, kada su se Nijemci približavali Moskvi, Staljin je navodno naredio smještanje ikone u zrakoplov koji je nadlijetao opsjednuti grad. Nekoliko dana kasnije, Nijemci su se počeli povlačiti.